# Reactor d'aigua pesant pressuritzada

Esquema d'un reactor d'aigua pressuritzada, amb el mur de contenció pintat en verd. En groc el circuit primari, per on aigua pesant fa de refrigerant transportant la calor al generador de vapor (5). El recinte rosa conté l'aigua pesant usada com a moderador de neutrons. 5 és el generador de vapor, l'aigua líquida està pintada de blau i el vapor en vermell, aquest circuit secundari és tancat i passa per una turbina, on es refreda l'aigua, fora del reactor. El vapor és el que mourà la turbina i farà electricitat a l'alternador de la central nuclear, fot això fora del reactor. Les rodes 6 i 7 indiquen bombes que impulsen els fluids per fer-los moure als respectius circuits.

Un reactor d'aigua pesant pressuritzada o PHWR (de l'anglès, pressurized heavy water reactor) és un tipus de reactor nuclear que fa servir aigua pesant (òxid de deuteri, D₂O) a alta pressió com a moderador de neutrons i com a refrigerant. Els primers es van construir al Canadà als anys 50 i 60, i eren anomenats reactors CANDU, de CANada Deuterium Uranium, i després se n'han construir també a l'Índia, mitjançant el mètode d'enginyeria inversa a partir del model CANDU. Solen estar dissenyades per a un temps de vida de quaranta anys. En 1997 hi havia 28 reactors PHWR al món, amb una potència total de més de 15.000 MWe.
La particularitat més important d'aquesta tecnologia és l'ús d'aigua pesant en comptes de l'aigua que es fa servir als reactors d'aigua bullent (PWR). Als PHWR l'aigua pesant a pressió es troba al seu punt de rosada per a poder assolir temperatures més elevades i així, com a refrigerant, poder transportar més calor del reactor fins a la turbina. Això en principi faria augmentar el rendiment del reactor, però l'inconvenient és que cal fabricar l'aigua pesant i, cosa que requereix un equipament molt car i, per tant, disminueixen el rendiment total.